# Macaridion barreti
Genre
Espèce
Synonymes
- Theridion barreti Kulczyński, 1899

Macaridion barreti, unique représentant du genre Macaridion, est une espèce d'araignées aranéomorphes de la famille des Theridiidae.

## Distribution
Cette espèce se rencontre au Portugal à Madère et en Espagne aux îles Canaries.

## Publications originales
- Kulczyński, 1899 : Arachnoidea opera Rev. E. Schmitz collecta in insulis Maderianis et in insulis Selvages dictis. Bulletin international de l'Académie des Sciences de Cracovie, Classe des Sciences Mathématiques et Naturelles (Rozprawy i Sprawozdania z Posiedzeń Wydziału Historyczno–Filozoficznego Akademii Umiejętności Kraków), vol. 36, p. 319-461.
- Wunderlich, 1992 : Die Spinnen-Fauna der Makaronesischen Inseln: Taxonomie, Ökologie, Biogeographie und Evolution. Beiträge zur Araneologie, vol. 1, p. 1-619.